# Saint-Victor-la-Rivière
Saint-Victor-la-Rivière település Franciaországban, Puy-de-Dôme megyében. Lakosainak száma 242 fő (2022. január 1.). Saint-Victor-la-Rivière Murol, Besse-et-Saint-Anastaise, Chambon-sur-Lac, Saint-Diéry és Saint-Nectaire községekkel határos.

## Népesség
A település népessége az elmúlt években az alábbi módon változott:
| Lakosok száma | 241  | 246  | 253  | 247  | 251  | 252  | 249  | 245  | 242  |
|               | 2013 | 2015 | 2016 | 2017 | 2018 | 2019 | 2020 | 2021 | 2022 |